# Hal'as Kunn
Hal’as Kunn («Зелёная лягушка») — художественная галерея в деревне Обиница (Эстония, уезд Вырумаа, волость Сетомаа). Посвящена главным образом современному искусству народа сету.

## Коллекция
Работы по организации художественной галереи Hal’as Kunn начались в 2004 году. В организации принимали участие несколько культурных обществ, посвящённых сохранению традиционной культуры народа сету. Открытие галереи состоялось в 2005 году.
Основная часть экспозиции посвящена современному искусству сету. В коллекции также присутствуют работы художников других финно-угорских национальностей. В галерее представлены следующие имена: Марк Костаби, Пеэтер Лауритс, Тоом Малев, Тоомас Кальве, Эпп Маргна, Лембит Кииссон, Мати и Тоомас Куусинг, Райли и Эвар Ритсаар, Альберт Гулк, Навитролла, Эрки Юризе, Ове и Калли Кальде, Туули Пухвель, Ээро Иявойнен, Сальме, Пяйви и Маали Кахуск, Юлле Каукси, а также эрзяне Пётр Рябов и Юрий Дырин, мариец Александр Иванов, коми Павел Микушев.
В галерее регулярно проходят сезонные выставки финно-угорских художников.

## Здание
Во времена Первой Эстонской Республики нынешнее здание галереи было жилым домом, где проживал крестьянин Иван Калью со своей семьёй. В 1933 году дом был надстроен, а первый этаж преобразован в хозяйственный магазин. После присоединения Эстонии к СССР в 1940 году магазин был национализирован, а семья Калью подверглась репрессиям. С 1945 по 1960 годы в здании размещались администрация сельсовета, молочная ферма, отделение связи, медпункт, библиотека, дом культуры. С 1960 по 1995 годы здание занимала контора совхоза «Обиница».